# Oliver Kostić
Oliver Kostić (in serbo Оливер Костић?; Pirot, 20 febbraio 1973) è un allenatore di pallacanestro serbo.